# Dimos North Tzoumerka
Dimos North Tzoumerka (North Tzoumerka) är en kommun i Grekland.   Den ligger i prefekturen Nomós Ioannínon och regionen Epirus, i den centrala delen av landet, 290 km nordväst om huvudstaden Aten. Antalet invånare är 4 361. Arean är 362 kvadratkilometer.
Terrängen i Dimos North Tzoumerka är bergig åt sydost, men åt nordväst är den kuperad.